# 1 000 & ett liv
1 000 & ett liv är ett album från 1992 med Ted Ström, som också skrev all text och musik.
Producent var Lasse Englund. Inspelad i MNW Studio i augusti 1991 av Pontus Olsson och Curt-Åke Stefan, mixad där i november 1991 av Alar Suurna och Curt-Åke Stefan. Mastering av Peter Dahl/Cutting Room. Skivnumret är MNW CD 226.

## Låtlista
1. Snösvängen
2. 1 000 & ett liv
3. En svensk kärlekssång
4. Gränsen
5. Åt'n Albin
6. Ett liv
7. Från Skagen
8. Vinden i november
9. Vinterhamn
10. Folkvisa från medelåldern
11. En sista dans
12. Ödet

## Medverkande musiker
- Lasse Englund, gitarrer, banjo, percussion, dobro
- Backa Hans Eriksson, bas, basprogrammering
- Peter Hallström, kör
- Mia Lindgren, sång, kör
- Ale Möller, mandola, trumpet, flöjt, hackbräde, dragspel, spelpipa, mandolin, bassälgflöjt, zither
- Mats Persson, trummor, trumprogrammering, percussion
- Richard Rolf, gitarrer
- Anne-Lie Rydé, sång, kör
- Ted Ström, sång, keyboard, flygel